# الغراف (أداة سقاية)
الغراف عبارة عن عدة أقسام خشبية مترابطة ودائرية الشكل تتحرك بالتشابك بين المسننات الخشبية الدائرية العمودية والأفقية والتي ترتبط بها عدة دلاء مصنوعة من الحديد وتدار هذه البكرات الخشبية بفعل قوة الحيوان، فتسحب الماء من النهر لسقاية الأرض، وقد كان يستخدم على نهر الفرات.

## استخدامه
يستخدم الغراف لسقاية الأراضي القريبة من الأنهار وقد شاع استخدامه في وادي الفرات (العراق وسورية)، كما استخدم في ري الأراضي المجاورة لنهر النيل في مصر.